# كريس باكانا
كريس باكانا (بالإنجليزية: Chris Pacana)‏ مواليد 24 ديسمبر 1981 في ويست كوفينا، هو لاعب كرة سلة فلبيني أمريكي سابق. بدأ مسيرته الاحترافية في سنة 2006. اعتزل اللعب في 2014.

## المسيرة الاحترافية
لعب مع باوريد تايغرز في موسم 2006–2007، ثم لعب مع بارانجي جينبرا سان ميغيل من سنة 2007 إلى 2009، ثم لعب مع ميرالكو بولتز في موسم 2010–2011، ثم لعب مع ستار هوتشوتز في موسم 2012–2013، ثم لعب مع باراكو بول إنرجي في موسم 2013–2014.